# Pere Bofarull
Pere Bofarull (Reus, 1826 (?) - 1892) va ser un llibreter i impressor català.

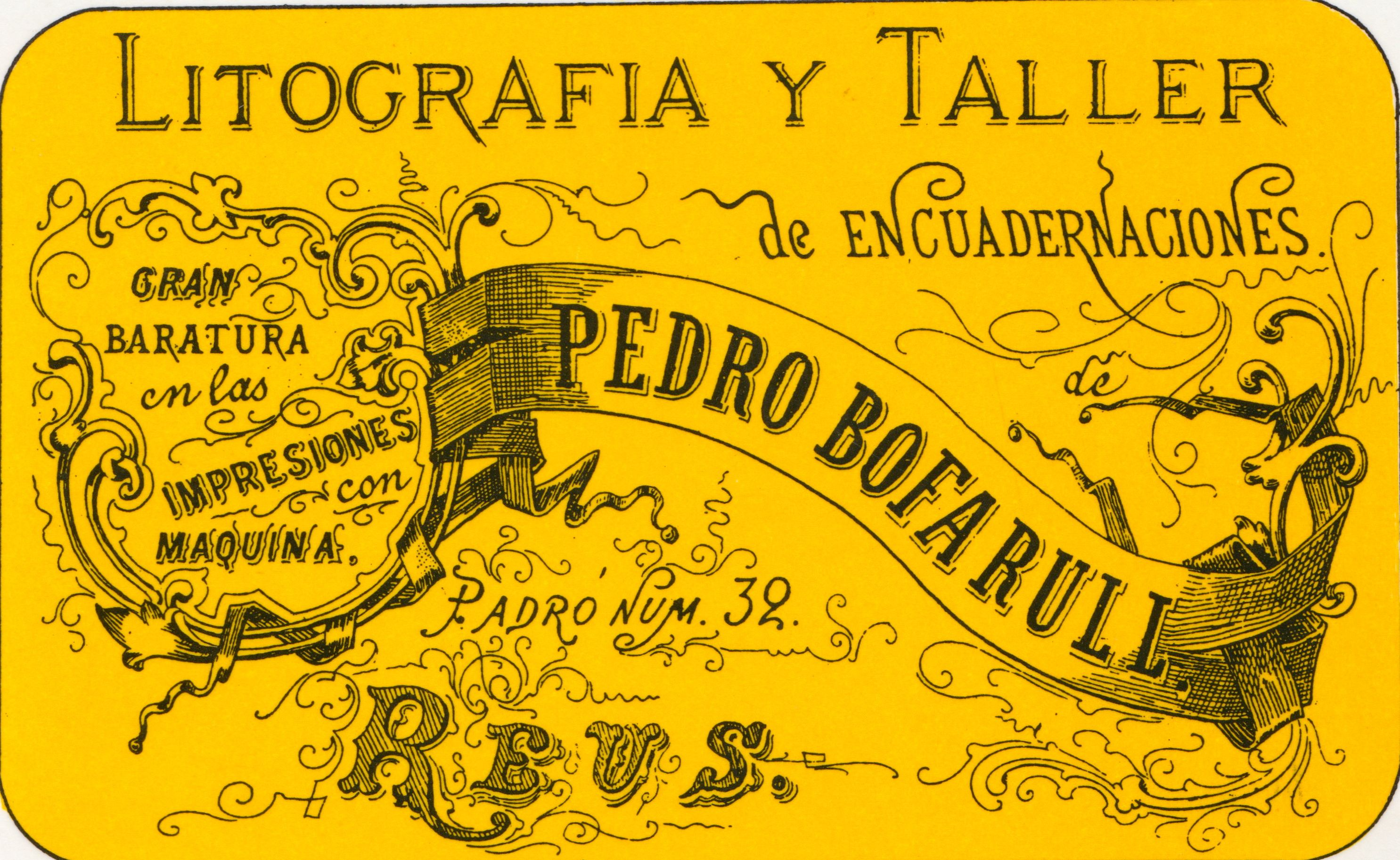
Anunci del Taller d'Enquadernacions de Pere Bofarull

Cap a l'any 1850 va obrir un establiment al carrer de les Galanes número 6 de Reus, una petita llibreria i papereria on venia sobretot romanços i auques, i que va anar transformant en un centre de subscripció de periòdics i una llibreria especialitzada en manuals escolars. L'historiador reusenc Andreu de Bofarull parla d'aquest establiment quan l'esmenta entre diversos llocs on "los literatos y músicos ramplones […] van a escoger trobas y romances ilustrados". També diu que hi venien "cencerriles y guitarras pintadas". El 1869 va canviar de local i l'orientació del negoci i va obrir un taller d'enquadernació al carrer de la Presó, on també venia material de papereria. Va seguir actuant com a centre de subscripcions i de venda de la premsa local i estatal. Realitzava treballs d'enquadernació per a l'Ajuntament de la ciutat, i per a particulars. El 1874 va tornar a canviar de local i va obrir una bonica botiga al carrer de Padró número 38 (avui de Llovera), que encara que va mantenir el nom de "Taller de Encuadernaciones" era una espaiosa llibreria i papereria. El 1877 va fer societat amb un tal Roig, i va posar en funcionament la "Litografia Española de Roig y Bofarull", començant una fructífera etapa d'impressor. Però la societat només va durar un any, i el 1878 s'establia en un altre local del mateix carrer de Padró, ara al número 32, amb el nom de "Taller de Litografía de Pedro Bofarull". Va comprar maquinària per a imprimir periòdics i el 1879 va substituir Gaietà Sabater en la impressió de Lo Campanar de Reus, un setmanari satíric i el primer periòdic publicat a Reus en català. Va seguir amb les enquadernacions i la papereria, i era un dels llibreters amb més vendes de la ciutat. El 1884 imprimia Crónica de Reus. El 1887 donava com a adreça del local el carrer de Padró número 32 i el de l'Amargura, 75, ja que el local tenia entrada pels dos carrers. El 1890 tenia una sucursal al carrer de Padró número 37. Pere Bofarull va imprimir el 1886 els primers números del periòdic catalanista Lo Somatent, amb una qualitat d'impressió excel·lent. El periodista i escriptor reusenc Francesc Gras i Elies diu que el 1887 va imprimir El Mensajero, que segurament va ser el primer periòdic d'anuncis de distribució gratuïta a la ciutat, amb una tirada de 5.000 exemplars. El 1890 va sortir dels seus tallers La Trompeta artística, periòdic redactat en català de curta vida. El 1891 encara va imprimir alguns números del setmanari humorístic Reus Alegre, substituint Eduard Navàs. Va morir el 1892.